# Julio Velasco González
Julio Velasco González (Coquimbo, 10 de septiembre de 1876-Santiago, 1940) fue un ingeniero mecánico y político chileno, miembro del Partido Demócrata. Se desempeñó como ministro de Obras Públicas, Comercio y Vías de Comunicación de su país, durante el gobierno del presidente Emiliano Figueroa Larraín y la vicepresidencia de Carlos Ibáñez del Campo entre 1926 y 1927.

## Familia y estudios
Nació en la ciudad chilena de Coquimbo el 10 de septiembre de 1876, hijo de Casimiro Velasco y Cecilia González. Realizó sus estudios secundarios en la Escuela de Artes y Oficios y por medio de una beca otorgada por el gobierno de Chile, viajó a Inglaterra para continuar los superiores en la carrera de ingeniería mecánica en el Durham College, titulándose como ingeniero mecánico.
Se casó con dos ocasiones, primero con Florence Sturdy, con quien tuvo diez hijos, y en segundas nupcias con Consuelo Palma; sin tener descendencia.

## Carrera profesional
Tras titularse efectuó su aprendizaje en la empresa inglesa Armstrong. Comenzó su actividad profesional ingresando al Cuerpo de Ingenieros de la Armada, institución en la que trabajó durante cinco años. Luego, se incorporó como dibujante mecánico a la Maestranza y Galvanización de Caleta Abarca, siendo después de tres años, ascendido al rango de ingeniero, y en 1920, fue nombrado como director-gerente de la misma, ocupando el cargo hasta 1923.
Más adelante, se dedicó a ejercer como contratista de obras fiscales y particulares. Entre las fiscales se encontraba el Matadero de Santiago, obras de concreto armado del Hospital Carlos van Buren en Valparaíso y el Camino de Melipilla a Valparaíso por la cuesta de Ibacache, entre muchas otras particulares.
También, colaboró en la celebración del Congreso de Caminos, realizado en Santiago de Chile en 1927, y auspiciado por los ingenieros de todo el país. Durante la década de 1930, en sociedad con Jaime Miché y Armando Bonet, explotó una concesión para la fabricación de abonos fosfatados.
Entre otras actividades, fue socio de varias entidades sociales, obreras y deportivas, dentro de las que destaca la fundación del Club de Fútbol Bandera de Chile.

## Carrera política

### Regiduría y diputación
Militante del Partido Demócrata, en las elecciones municipales de 1915, fue elegido como regidor de la comuna de Viña del Mar por el período entre 1915 y 1918.
A continuación, en las elecciones parlamentarias de 1924, fue elegido como diputado por el Departamento de Lautaro, por el período legislativo 1924-1927. Durante su gestión, integró la Comisión Permanente de Guerra y Marina, y la de Obras Públicas. Sin embargo, no logró finalizar su periodo parlamentario debido a la disolución del Congreso Nacional el 11 de septiembre de 1924, por decreto de la Junta de Gobierno instaurada tras un golpe de Estado. De manera posterior, actuó como elector del presidente de la República, y en las elecciones parlamentarias de 1925, postuló como candidato a diputado por Puchacay, Rere y Lautaro; sin resultar electo.

### Ministro de Estado
Bajo el último año del gobierno del presidente liberal Emiliano Figueroa Larraín, el 20 de noviembre de 1926, fue nombrado como titular de Ministerio de Obras Públicas, Comercio y Vías de Comunicación, sirviendo en el cargo hasta el final de la administración el 9 de mayo de 1927. Seguidamente, al asumir la vicepresidencia Carlos Ibáñez del Campo, fue mantenido en sus funciones, hasta el 23 de mayo de ese año.
En su gestión ministerial, realizó obras para darle solución al problema del regadío en la zona norte del país, con la construcción del Tranque Lagunas y la iniciación de los trabajos para la construcción de los tranques Cogotí y Recoleta; construcción de los caminos de Viña del Mar a Concón, de Santiago a San Bernardo, y la terminación del Ferrocarril de Iquique a Pintados. Además, inauguró las obras del Puerto de Iquique y finalizó las del dragado de los ríos del sur, siendo el primero, el río Valdivia. Por último, efectuó una reorganización general de las Empresa de los Ferrocarriles del Estado (EFE), nombrando para ello en el cargo de director general, al ingeniero Pedro Blanquier.
Falleció en Santiago de Chile en 1940. A modo de homenaje, una calle en la comuna de Quilpué lleva su nombre.